# Philosophie de la Renaissance
La philosophie de la Renaissance, qui est une transition entre le Moyen Âge et l'Époque moderne, s'étend pendant tout le Quattrocento et le Cinquecento. Elle succède à la philosophie scolastique et précède celle en siècle des Lumières et celle moderne.

## Renaissance du Néoplatonisme
Les prémices de ce courant humaniste, prélude de la Renaissance remontent néanmoins au Trecento avec Francesco Petrarca (1304-1374) considéré comme le « premier des modernes », par son œuvre le Canzoniere dans lequel il rénove la manière des écrivains du « dolce stil novo ».C'est dans cette œuvre majeure qu'il « se présente comme une sorte de Janus regardant à la fois vers le passé et l'avenir, l'antiquité et la chrétienté, la frivolité et le recueillement, le lyrisme et l'érudition, l'intérieur et l'extérieur » mettant en lumière le clivage entre la prospective religieuse médiévale et la redécouverte de l'homme, caractéristique de l'Humanisme.
Petrarque annonce déjà ce que sera une constante de la future pensée humaniste et de la Renaissance, c'est-à-dire une tentative de réconcilier saint Augustin d'Hippone, Cicéron, Platon, de tenir unis pensée chrétienne, humanae litterae latine et philosophie classique grecque.
L'homme devient le centre d'une attention nouvelle et son comportement évolue vers le précepte de l'«homo faber».
L’intérêt porté aux classiques fait émerger une multiplicité d'orientations culturelles dont deux finiront par se distinguer. Une qui se revendique d'Aristote, interprétant sa pensée dans le champ naturaliste, en antithèse au sens religieux de Thomas d'Aquin ; l'autre, qui se réclame de Platon et aux néoplatonistes (Plotin en particulier), courant déjà cher à Plutarque, Coluccio Salutati et Leonardo Bruni.
Néanmoins, le néoplatonisme prend le dessus grâce surtout à une cabale envers Aristote présenté comme un penseur pédant et vétuste. Ensuite, la réunification en 1438  entre l'église d'Orient et d'Occident conduit à l'arrivée en Italie et à Florence en particulier, de nombreux intellectuels et savants byzantins favorisant le redécouverte des classiques grecs. Le plus connu étant Gémiste Pléthon
L'arrivée des érudits orientaux est activée par la chute de Constantinople en 1453.
Une des caractéristiques des philosophes est une tendance à identifier le platonisme avec le néoplatonisme, particularité typique de l'Humanisme et de la Renaissance.
Ce n'est qu'au XIXe siècle qu'est faite la distinction entre la pensée de Platon et celle de Plotin.
Au XVe siècle le platonisme est considéré comme un courant philosophique complexe et composite qui englobe aussi bien Platon que les chrétiens d'inspiration néoplatonicienne comme Augustin d'Hippone, ou Jean Duns Scot surnommé « Docteur marial » et les scotistes, ainsi que des traditions  orphiques et pythagoriques.

## Philosophes de la Renaissance
- Pétrarque (1304-1374)
- Gémiste Pléthon (1355-1452)
- Coluccio Salutati (1331-1406)
- Leonardo Bruni (1370-1444)
- Nicolas de Cues (1401-1464)
- Lorenzo Valla (1407-1457)
- Leon Battista Alberti (1404-1472)
- Marsile Ficin (1433-1499)
- Giovanni Pico della Mirandola (1463-1494)
- Pietro Pomponazzi (1462-1524)
- Niccolò Machiavelli (1469-1527)
- Thomas More (1478-1535)
- Francesco Guicciardini (1483-1540)
- Érasme (1466-1536)
- Charles de Bovelles (1479-1553)
- Martin Luther (1483-1546)
- François Rabelais (1494-1553)
- Jean Calvin (1509-1564)
- Bernardino Telesio (1509-1588)
- Michel de Montaigne (1533-1592)
- Giordano Bruno (1548-1600)
- Tommaso Campanella (1568-1639)
- Jean Bodin (1529-1596)
- Francis Bacon (1561-1626)
- Giulio Cesare Vanini (1585-1619)